# Cadillac Brougham
Cadillac Brougham — полноразмерный люксовый седан, который выпускался подразделением Cadillac компании General Motors с 1986 по 1992 год с фейслифтингом в 1990 году. Вытеснен с конвейера моделью Cadillac Fleetwood.

## История
Впервые Cadillac Brougham был представлен в 1986 году. Название Brougham автомобиль получил в честь Генри Брума.
Изначально Cadillac Brougham выпускался в Детройте, а с 1988 года — в Арлингтоне. В 1987—1988 годах Brougham имел радиаторную решётку с перекрёстным люком, а с 1989 года — с вертикальными планками. В 1990 году автомобиль прошёл рестайлинг, а его конкурентом стал Lincoln Town Car.
В 1988—1989 годах Brougham оснащался виниловой крышей. Стоимость такой опции составила 1095 долларов.

## Силовые агрегаты
Двигатели:
- 1987—1990: 5,0 л (307 куб. дюймов) LV2 V8, 104 кВт (140 л. с.)
- 1991—1992: 5,0 л (305 куб. дюймов) Chevrolet FI V8, 127 кВт (170 л. с.)[9][10]
- 1990—1992: 5,7 литра (350 куб. дюймов) L05 / LLO FI V8, 130—138 кВт (175—185 л. с.)

Трансмиссии:
- 1987—1990: 4-скор. АКПП 200-4R (в паре с Oldsmobile V8)
- 1990—1992: 4-скор. АКПП 4L60 (в паре с Chevrolet V8)

## Галерея

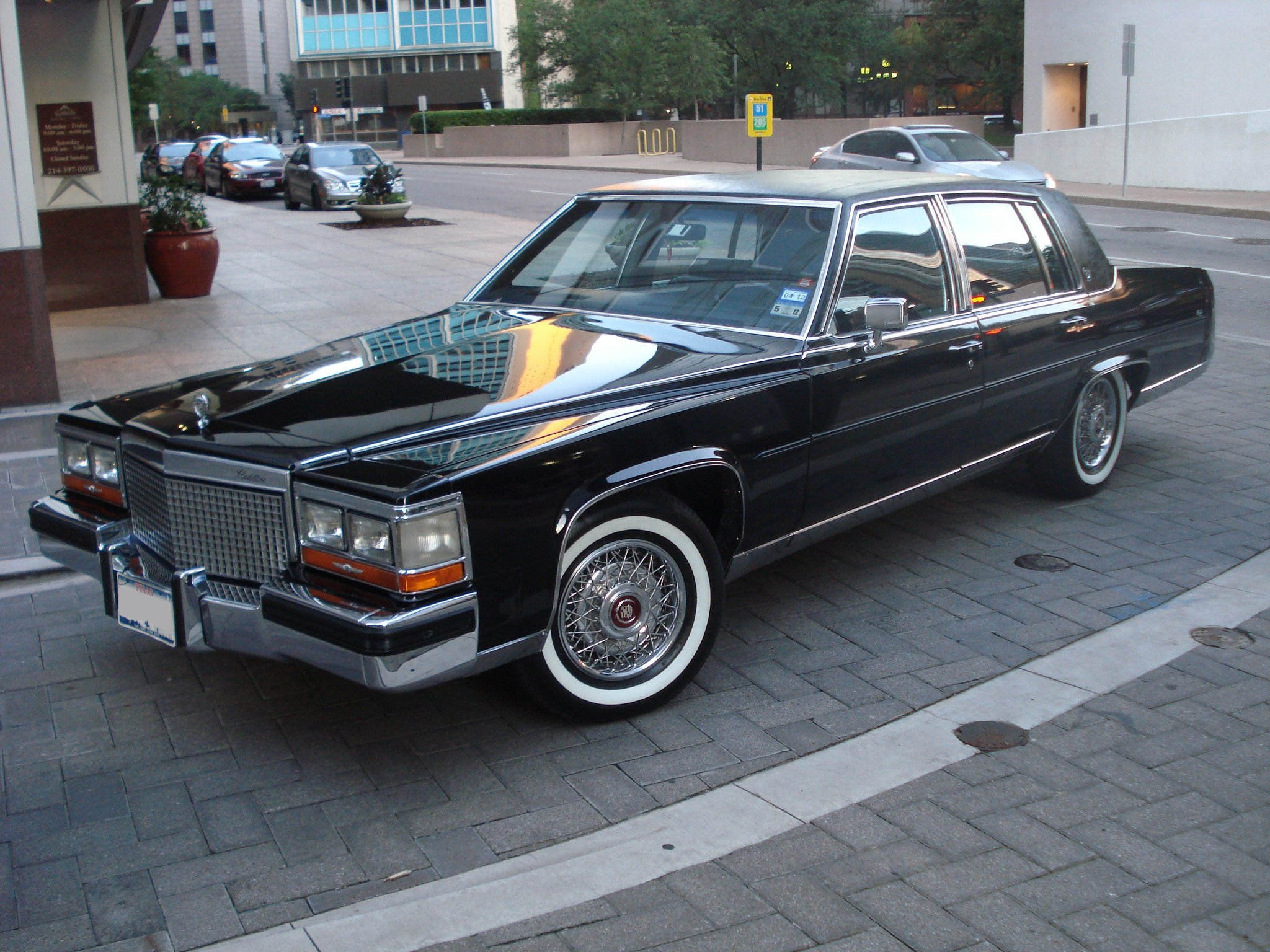
1988 Cadillac Brougham
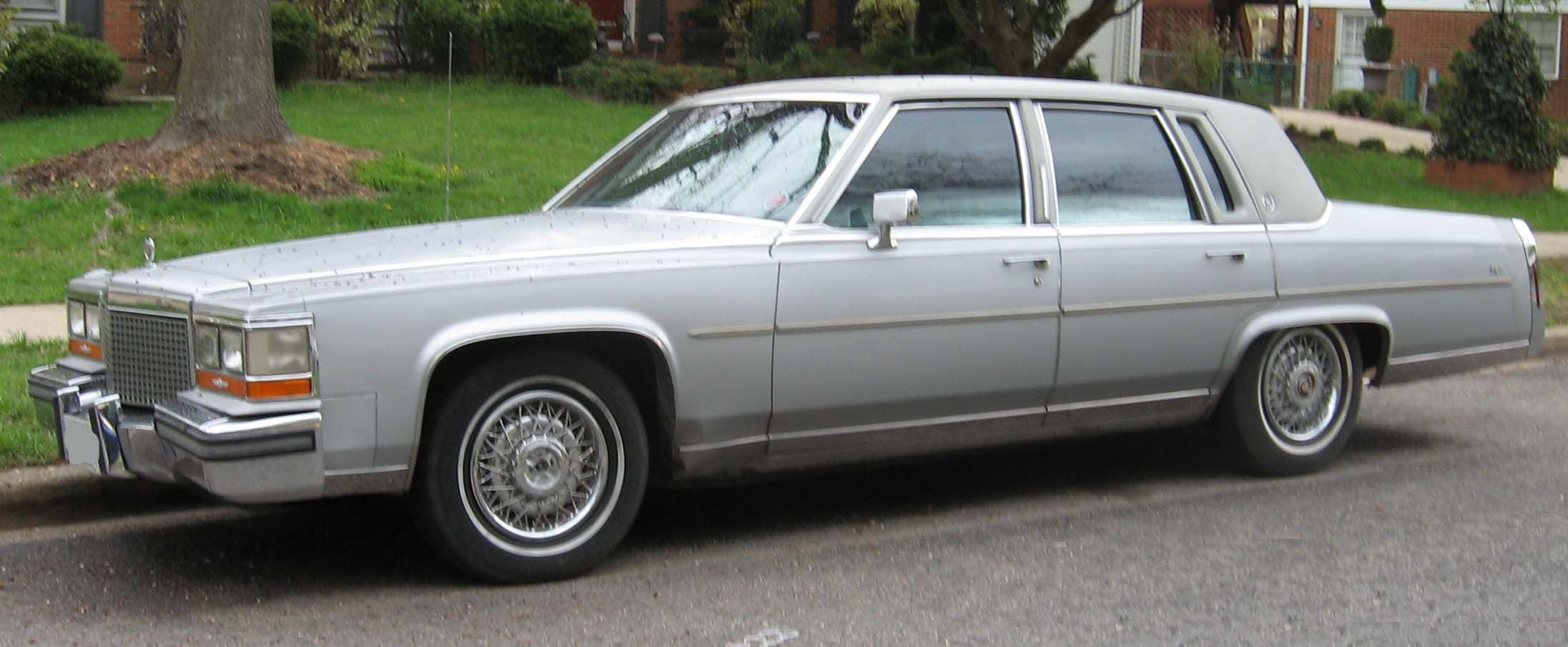
1988 Cadillac Brougham с виниловой крышей
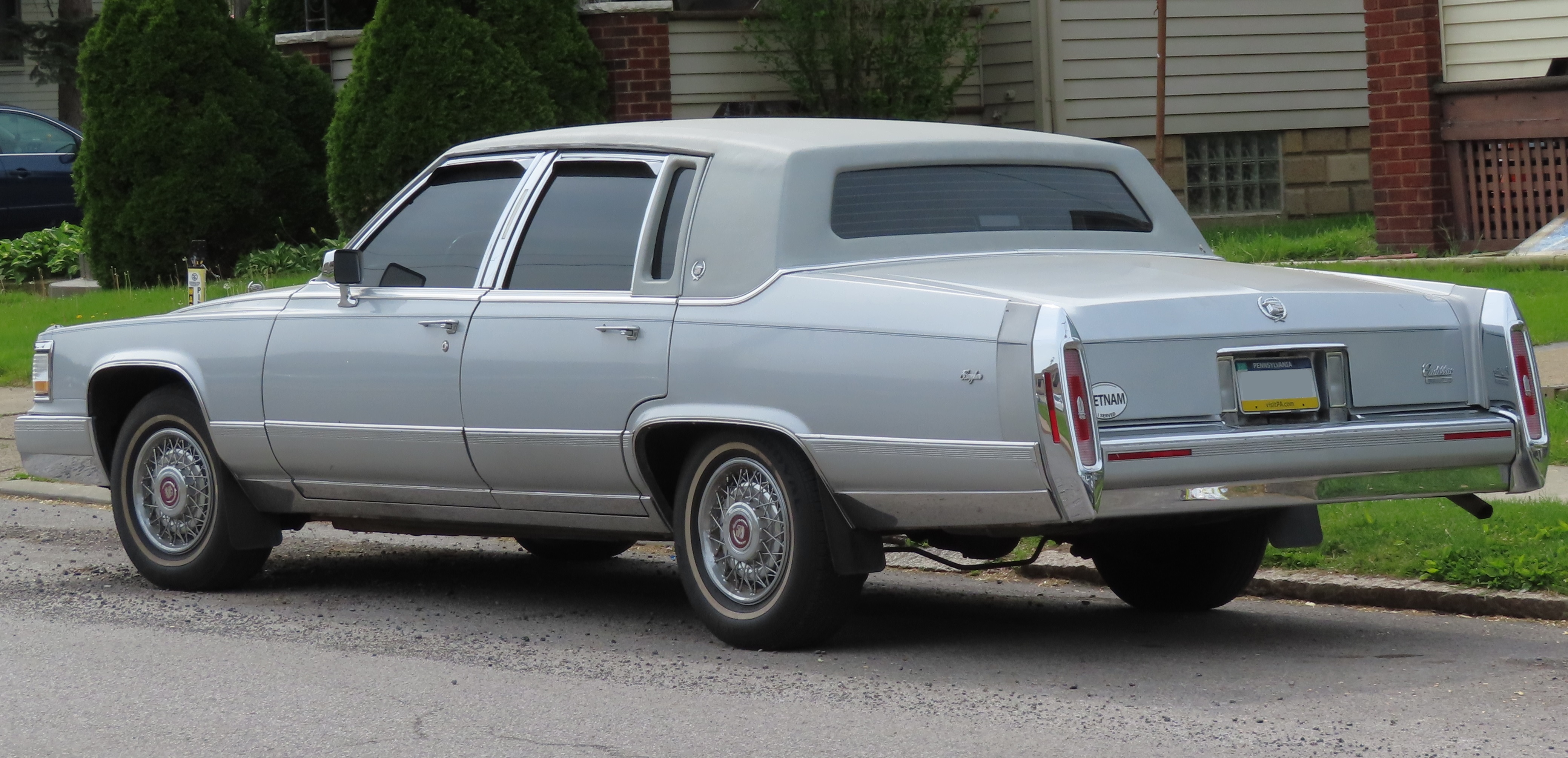
Вид сзади
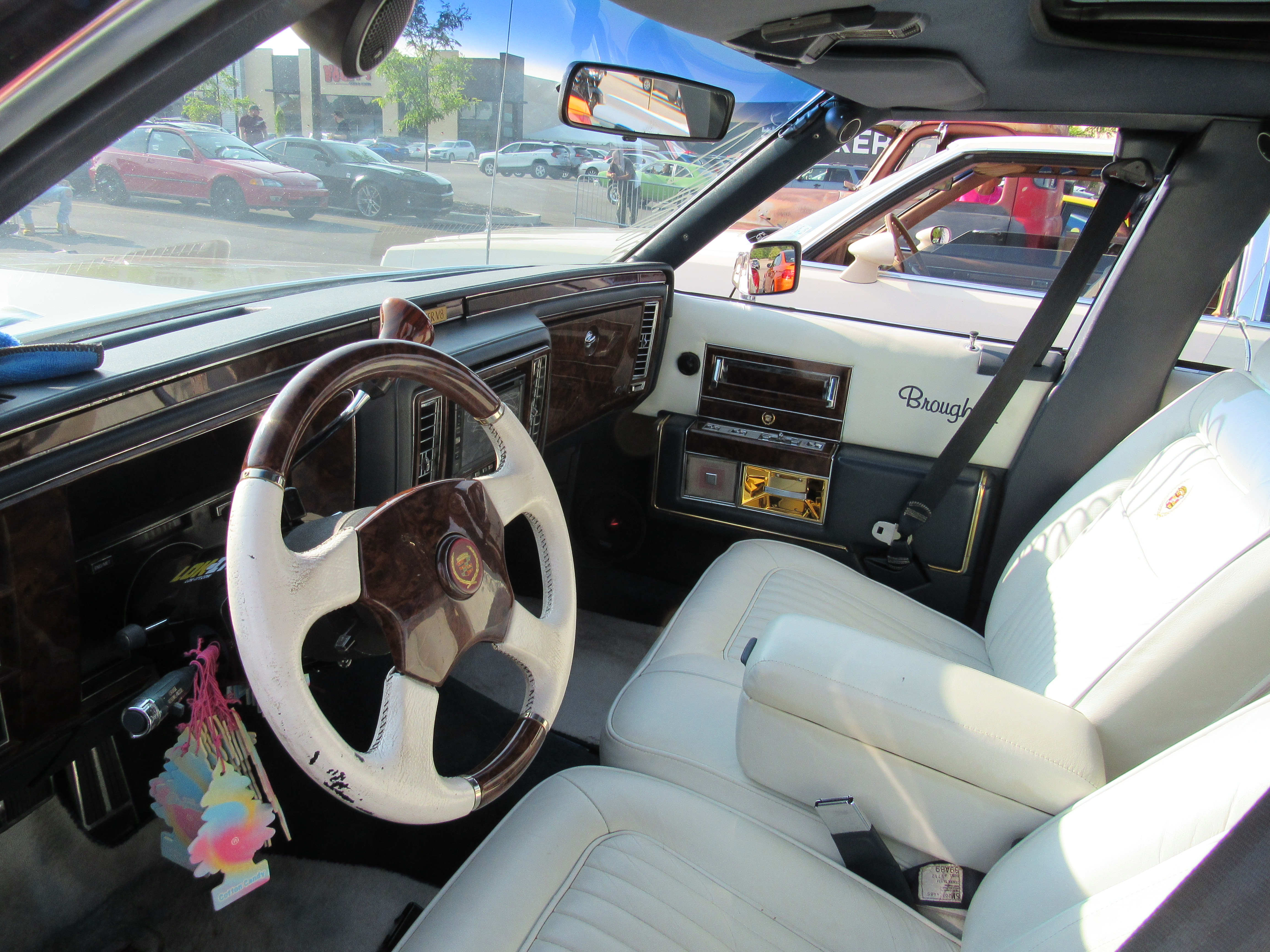
Интерьер

## Продажи
| Год   | Продано |
| 1987  | 65,504  |
| 1988  | 53,130  |
| 1989  | 40,264  |
| 1990  | 33,741  |
| 1991  | 27,231  |
| 1992  | 13,761  |
| Всего | 233,631 |
| ----- | ------- |